# 단공
단공(端拱, 988년 1월 ~ 989년)은 북송 태종(太宗) 조경(趙炅)의 세번째 연호이다. 1년 11개월 가량 사용하였다.

## 개원
- 옹희(雍熙) 5년 1월 17일[1](988년 2월 7일)에 연호를 단공(端拱)으로 개원함.[2][3][4][5]

- 단공(端拱) 3년 1월 1일[6](990년 1월 30일)에 연호를 순화(淳化)로 개원함.[2][7][4][5]

## 연대 대조표
| 단공       | 원년           | 2년        |
| 서기(西紀) | 988년          | 989년      |
| 간지(干支) | 무자(戊子)     | 기축(己丑) |
| 요(遼)     | 통화(統和) 6년 | 7년        |

## 동시대 연호

### 중국
요(遼)
- 통화(統和) (983년 ~ 1012년)

대리국(大理國)
- 광명(廣明) (986년 ~ 988년)
- 명성(明聖) (989년 ~ 991년)

호탄 왕국(于闐國)
- 천흥(天興) (986년 ~ 999년)

### 베트남
- 티엔푹(天福) (980년 ~ 988년)
- 흥통(興統) (989년 ~ 993년)

### 일본
- 에이엔(永延) (987년 ~ 989년)
- 에이소(永祚) (989년 ~ 990년)

## 같이 보기
- 중국의 연호 목록